# Anti Cimex
Anti Cimex var et Hardcore Punk band fra Sverige, der anses for at være et af de vigtigste og bedste bands indenfor D-Beat genren. Dannet i 1981 og aktive indtil 1986, hvor bandet var opløst indtil 1990 (og udgav den mere metal orienterede LP "Absolut Country of Sweden"). Efter bandets opløsning dannede og var medlemmer med i Wolfpack og Driller Killer. Navnet stammer fra et skadedyrsbekæmpelsesmiddel.

## Diskografi
- Anarkist Attack 7"
- Raped Ass 7"
- Victims of a Bombraid 7"
- Criminal Trap 12"
- Absolut Country of Sweden LP
- Made In Sweden LP
- Fucked In Finland live 7"
- Scandinavian Jawbreaker LP